# Schlacht von Hausbergen
Die Schlacht von Hausbergen bei Hausbergen im Elsass fand im Rahmen des sogenannten Bellum Walterianum am 8. März 1262 zwischen den Truppen des Bischofs Walter von Geroldseck und den Bürgern der Stadt Straßburg statt. Sie endete mit dem Sieg der Bürger über den Bischof und war ein wichtiger Schritt hin zur Unabhängigkeit der Stadt vom Hochstift Straßburg.

## Vorgeschichte
Seit längerem hatte es Konflikte zwischen den Bürgern der Stadt Straßburg und dem Bischof als Stadtherren gegeben. Walter von Geroldseck hatte nach seiner Wahl 1261 versucht, die Rechte der Bürger einzuschränken. Die Bürger zogen zur Haldenburg und zerstörten diese, weil sie fürchteten, der Bischof könnte sie als Stützpunkt nutzen und sie befestigen. Daraufhin verhängte der Bischof das Interdikt über die Stadt und befahl den Priestern, Straßburg zu verlassen. Einer der wenigen, die dies Gebot missachteten, war Heinrich von Geroldseck. Den Bürgern gelang es, mehrere Priester in die Stadt zu bringen, die bereit waren, die wichtigsten gottesdienstlichen Handlungen wie Taufen oder die Spende der Sterbesakramente zu vollziehen. Auch die bischöflichen Ministralen, Ritter und die Domherren verließen die Stadt. Die Häuser der Ausgezogenen wurden geplündert und zerstört. 

## Bellum Walterianum
Daraufhin kam es zu kriegerischen Auseinandersetzungen zwischen Bischof und Bürgern. Der Bischof fand Hilfe beim Erzbischof von Trier, verschiedenen Äbten, Bertold von Falkenstein, Adeligen, und zunächst auch Rudolf von Habsburg, dem späteren König. Die bischofstreuen Ritter im Umland von Straßburg sollen ein Signalsystem entwickelt haben, um die Männer zusammenzurufen, sobald die Bürger ausrückten. 
Den bischöflichen Truppen gelang es, Lingolsheim zu nehmen. Die vom Erzbischof von Trier herangeschafften Rüstungen sollen von den Straßburgern weggenommen worden sein. Ein erster Angriff auf die Stadt Straßburg selbst scheiterte, und es kam im Juli 1261 zu einem Waffenstillstand. Der Bischof nutzte die Zeit, um weiter zu rüsten. Rudolf von Habsburg und andere Adelige kamen in die Stadt und versprachen nun, auf Seiten der Bürger zu kämpfen. In der Folge wurden die Dörfer, die der Familie des Bischofs gehörten, rund um die Stadt zerstört. Umgekehrt verwüstete der Bischof Äcker und Weinberge der Bürger. 
Im Laufe der Kämpfe verlor der Bischof einen Großteil seines Besitzes im oberen Elsass, darunter Mülhausen, Colmar durch Gottfried I. und Kaysersberg an Rudolf von Habsburg. Der Bischof versuchte im Fall von Colmar vergeblich, die Stadt mit Waffengewalt zurückzugewinnen.

## Schlacht von Hausbergen
Die Truppen der Straßburger bestanden aus Reitern und Fußsoldaten. Viele waren Steinmetze oder andere Handwerker. Dieses Aufgebot marschierte in Richtung Mundolsheim, um den Kirchturm zu zerstören, damit dieser nicht vom Bischof militärisch genutzt werden konnte. Von dort aus zogen die Bürger nach Hausbergen. Der Bischof rief seine Truppen zusammen und wollte die Mannschaften der Straßburger beim Rückmarsch angreifen. 
Den ausgerückten Straßburgern kamen weitere Einheiten aus der Stadt zur Hilfe. Beide Truppen vereinigten sich etwa eine 3/4 Meile vor der Stadt. Die Truppen wurden in Schlachtordnung aufgestellt. Die dreihundert städtischen Schützen wurden extra postiert. Man wählte Anführer und sprach sich gegenseitig Mut zu.
Die bischöflichen Ritter fürchteten angesichts der großen Zahl der Gegner eine Niederlage, bis der Bischof an ihre Ehre appellierte. 
Bevor es zur eigentlichen Schlacht kam, preschte ein Edelknecht aus den städtischen Reihen vor dem städtischen Aufgebot heran. Auf bischöflicher Seite nahm ein Ritter diese Herausforderung an und so kam es vor dem Beginn der eigentlichen Schlacht zu einem Zweikampf, den der städtische Reiter gewann. 
Es kam in der Folge zum Aufeinandertreffen der Ritter beider Seiten. Entscheidend war, dass die Fußsoldaten der Stadt ebenfalls in den Kampf eingriffen und die Pferde der gegnerischen Ritter mit ihren Spießen töteten. Dagegen beteiligten sich die bischöflichen Fußtruppen nicht am Kampf. Der Bischof selbst kämpfte in der Schlacht und verlor dabei zwei Pferde.
Die Bürger siegten auch wegen ihrer zahlenmäßigen Übermacht vollständig über den Bischof. Angeblich sollen 60 Ritter und andere Adelige auf bischöflicher Seite gefallen sein. Unter ihnen war auch der Bruder des Bischofs. Eine etwa ähnlich hohe Zahl bischöflicher Fußsoldaten war ebenfalls getötet worden. Zahlreiche Bischöfliche waren gefangen genommen worden. Dagegen soll nach zeitgenössischen Darstellungen von städtischer Seite nur ein Bürger getötet worden sein. Zumindest letztere Angabe ist angesichts des doch wohl erbittert geführten Kampfes wenig wahrscheinlich.

## Folgen
Nach einer Unterbrechung während der Erntezeit zerstörten die Straßburger erneut zahlreiche Dörfer, die dem Bischof gehörten. Im Herbst des Jahres 1262 versuchte König Richard von England in Hagenau zwischen beiden Seiten zu vermitteln. Dieser Versuch scheiterte aber. Stattdessen plünderten die Straßburger um Weihnachten herum erneut bischöflichen Besitz. Der Krieg dauerte bis in die Fastenzeit des Jahres 1263 an. In diesem Jahr starb Bischof Walther. Nachfolger wurde Heinrich von Geroldseck.
Der Sieg sicherte Straßburg auf Dauer die völlige Unabhängigkeit und schließlich die Anerkennung als freie Reichsstadt. Bischof Heinrich, das Domkapitel und die beiden Straßburger Kollegiatstifte erkannten in einem zwölf Punkte umfassenden Vertrag in deutscher Sprache (und nicht auf Latein) eine Reihe von Rechten der Stadt an. Darunter waren das Recht der freien Rats- und Magistratswahl, das Stadtgericht und das Recht der Stadt, Bündnisse einzugehen. Der Bischof und das Domkapitel mussten zudem alle Rechte anerkennen, die die Kaiser der Stadt gewährt hatten. Allerdings blieb dem Bischof die Wahl des Schultheißen und des Burggrafen. Den Habsburgern gelang es mit der Beteiligung am siegreichen Krieg, die Expansion der Straßburger Bischöfe stark abzubremsen und den weiteren Aufstieg zur führenden Regionalmacht zu stoppen. Allerdings gelang es auch in der Folge nicht, die Stadt Straßburg unter habsburgische Kontrolle zu bringen.